# Siklósbodony
Siklósbodony é um município da Hungria, situado no condado de Baranya. Tem 4,33 km² de área e sua população em 2019 foi estimada em 150 habitantes.